# Stråsprickling
Stråsprickling (Lophodermium arundinaceum) är en svampart som först beskrevs av Heinrich Adolph Schrader, och fick sitt nu gällande namn av Chevall. 1826. Stråsprickling ingår i släktet Lophodermium och familjen Rhytismataceae.  Arten är reproducerande i Sverige. Inga underarter finns listade i Catalogue of Life.